# Ina-Maria Mihályhegyi-Witthaut
Ina-Maria Mihályhegyi-Witthaut (* 20. März 1946 in Kirchhundem; † 5. Oktober 1987 in Siegen) war eine deutsche Künstlerin, Malerin und Grafikerin.

## Lebensweg
Ina-Maria Mihályhegyi-Witthaut wuchs in Kirchhundem auf. Der Vater, ein Musiker, war gebürtig aus Brachthausen, einem Ortsteil der heutigen Gemeinde Kirchhundem. Die Familie wohnte in der Nähe des früheren RAD-Lagers, in dem nach dem Zweiten Weltkrieg Flüchtlinge und Vertriebene untergebracht waren. Die Nähe zu dieser Randgruppe der Gesellschaft könnte mit prägend für ihren späteren künstlerischen Werdegang gewesen sein. Starken Einfluss nahmen andererseits offenbar die eigenen Gefühle des Ausgegrenztseins, die sie zeitlebens aufgrund einer Lippenspaltung, einer angeborenen Fehlbildung, empfand. Ein dritter Faktor war sicherlich ihre tiefe Religiosität, die möglicherweise aus ihrer Beziehung zur Pfarr- und Wallfahrtskirche St. Mariä Heimsuchung auf dem Kohlhagen (Gemeinde Kirchhundem) mit dem Gnadenbild der Schmerzhaften Mutter erwuchs. Ina-Maria Mihályhegyi-Witthaut wurde auf dem Friedhof der Kirche auf dem Kohlhagen beigesetzt.

## Ausbildung
Ina-Maria Mihályhagyi-Witthaut besuchte die katholische Volksschule in Kirchhundem. Wegen ihrer körperlichen Beeinträchtigung wurde ihr der Besuch des Gymnasiums verwehrt. Nach dem Schulbesuch machte sie zunächst eine kaufmännische Ausbildung bei einer Tankstelle. Von 1966 bis 1969 absolvierte Ina-Maria Mihályhegyi-Witthaut ein Kunststudium an der Blocherer Schule in München.

## Werke
In den Werken von Ina-Maria Mihályhegyi-Witthaut kommt die Sensibilität der Künstlerin für Unmenschlichkeit und Ungerechtigkeit zum Ausdruck. Dies zeigen Titel wie Krieg, Folter und Apokalypse, die sie zahlreichen ihrer Bilder gab. 1978 übergab sie der Organisation Amnesty International 17 Graphiken zu Anthologie „Suche nach M.“ Der evangelischen Missionskirche in Betlehem stiftete sie im Herbst 1980 das Aquarellbild „Christi Geburt“, das dort neben dem Altar seinen ständigen Platz gefunden hat. 1981 entstanden für die katholische Pfarrkirche Heilig Kreuz in Siegen-Weidenau dreizehn großformatige Ölbilder mit dem Thema Kreuzweg und Auferstehung. Der katholischen Kapelle in Kirchhundem-Flape stiftete sie 1985 zwei großformatige Ölgemälde mit den Titeln „Christi Geburt“ und „Kreuzigung“. Im selben Jahr übergab sie der Treise-Kapelle des Westfälischen Landeskrankenhauses Warstein zwei lebensgroße Aquarellarbeiten anlässlich der Gedenkstunde für die Opfer des Nationalsozialismus.
Seit 1970 hatte Ina-Maria Mihályhegyi-Witthaut Ausstellungen im In- und Ausland. 1974 und 1977 beteiligte sie sich an den internationalen Kafka-Ausstellungen. Im Frühjahr 1980 veranstaltete sie ihre 50. Einzelausstellung.

## Ehrungen
- 1978 alternativer Friedenspreis der AGAV in Frankfurt am Main
- 1983 Euro-Ehrenkette „Ami de L’Europe“ in Baden-Baden
- 1984 Kulturpreis des Kreises Olpe
- 1987 Europa-Kunstplakette, verliehen anlässlich der internationalen Kunstausstellung Mannheim
- 1987 Dante-Preis, Ravenna[1]